# Botryobasidium pteridophytorum
Botryobasidium pteridophytorum är en svampart som beskrevs av Rick 1959. Botryobasidium pteridophytorum ingår i släktet Botryobasidium och familjen Thelephoraceae.   Inga underarter finns listade i Catalogue of Life.